# Kosmačeva učna pot
Kosmačeva učna pot je literarna pot po dolini reke Idrijce. Poimenovana je po slovenskem pisatelju Cirilu Kosmaču. Pot so v inovacijskem projektu oblikovali učenci predmetne stopnje Osnovne šole Dušana Muniha Most na Soči pod vodstvom mentorjev. Projekt je bil izveden v šolskih letih 1998/99 in 1999/2000 pod Zavodom RS za šolstvo. Pripravili so tudi Vodnik po Kosmačevi učni poti s predstavitvijo pisateljevega življenja in življenja v dolini Idrijce nekoč in danes.
- Točke na poti: 1. Kosmačeva domačija v Bukovici | 2. Skopičnik | 3. Na Slapu ob Idrijci – mlini in žage nekoč | 4. Ravnica | 5. Idrija pri Bači - vas se spreminja | 6. Ob Idrijci | 7. Hiša pri Batištu | 8. Bohinjska železniška proga | 9. Spomenik iz 1. svetovne vojne | 10. Pri znam'nu
- Celotna učna pot je dolga 10,5 km in traja pet ur. Začne se v Bukovici in konča na Mostu na Soči, lahko pa jo prehodimo tudi v obratni smeri. Na poti je 10 postaj z informacijskimi tablami s pisateljevo besedo in predstavitvijo zgodovinskih in geografskih značilnosti.
- Krajša pot, dolga 8,3 km (štiri ure), se začne/konča na železniški postaji Most na Soči in izpusti Stopec, Sv. Maver in Most na Soči.
- Če vstopimo pri Idriji pri Bači, se ustavimo pri petih postajah. Pot je dolga 1,8 km (dve do tri ure).
- Če želimo priti le do Kosmačeve domačije, bomo od Slapa ob Idrijci do domačije prehodili okoli 2 km. V eno smer traja hoja okoli 45 minut, dodatnih 5 minut hoje je do Temnika.

Časovna opredelitev je namenjena pešcem, vendar je pot primerna tudi za kolesarje. Ob koncu poti na Mostu na Soči je možna vožnja s turistično ladjico po jezeru.

## Opis poti
- Pot se začne na Kosmačevi domačiji v Bukovici (Slap ob Idrijci 15). Hiša pisateljeve mladosti stoji na samem, v vznožju Skopice na nekoliko privzdignjenem delu ob levem bregu Idrijce. Poleg hiše je gospodarsko poslopje. Nad vhodnimi vrati je vzidana spominska plošča z napisom »Za domovino vnet/postal te zemlje si poet. V tej hiši se je rodil Ciril Kosmač / slovenski pisatelj / 1910-1980. Klub starih goriških študentov 1980«.  Postaja: Kosmačeva domačija v Bukovici.Spominska plošča na Kosmačevi domačiji

»Zaprl sem oči, srce in vse telo pa mi je prepojilo tako močno čustvo mirne in čiste sreče,  
da sem si moral kar glasno povedati: "Doma sem vendar!..."« 

(Ciril Kosmač, Pomladni dan)

- Pet minut naprej od domačije gre pot do potoka Skopčnika. Pisatelj je ob tem potoku večkrat posedal in preživljal prosti čas. Še malo naprej od tam v smeri proti Temniku imamo čez reko pogled na Dominov rob na steni, ki se navpično dviga nad glavno cesti Idrija-Tolmin. Postaja: Skopčnik.

»Potok, ki je bil tudi mejnik med našim in sosedovim svetom, je tekel prav po sredini dolinice. 
Glasno je žuborel pod srebrnozelenim obokom košatih vrb, ki so rasle na obeh straneh ter nad njim prepletale svoje dolge, tanke veje. Čista voda se je živo prelivala med okroglimi, obrušenimi kamni, poraščenimi s temnozelenim mahom, 
ki je bil mehak in prijetno hladen.« 

(Ciril Kosmač, V gaju)

- Vračamo se ob vodi po vijugasti in ozki makadamski poti mimo Kosmačeve hiše proti Slapu ob Idrijci. Blizu hiše priteče iz Skopice potoček Reščovec. Voda iz potoka je pitna. Bregovi Idrijce so porasli s topoli in vrbami. Svet se odpira, veliko je travnatih pobočji, ki niso preveč v strmini. Čez dobre pol ure od začetka hoje pri Kosmačevi domačiji pridemo v vas Slap ob Idrijci. Naselje je razpotegnjeno in razloženo, sestavljeno je iz hiš ob glavni cesti in na obeh bregovih reke. Desni in levi breg reke povezuje železen most. Od leta 1976, ko je Posočje stresel potres, se naselje deli na dva dela. V starem delu so stare kmečke hiše z gospodarskimi poslopji, v novem pa montažne hiške. Reko Idrijco so že v 19. stoletju izkoriščali kot vodno silo in so na njej postavljali mline in žage. Postaja: Na Slapu ob Idrijci – mlini in žage nekoč.

»In tako se je Martin Jakončič v mislih povrnil k svojemu mlinu. Ko je pred štiridesetimi leti odhajal z doma, 
je bil to majhen mlin na en kamen za krušno moko. Čepel je ob bregu, jez je bil lesen, segal je v reko skromen bran 
in skoraj po vsaki veliki povodnji so ga morali popravljati.« 

(Ciril Kosmač, Prazna ptičnica)

- Pot nadaljujemo ob levem bregu Idrijce mimo domačij v Logu, v Koče, v Bajti, pri Jožu in pri Vogriču. Ob poti so mnoge hiše prazne in zapuščene ter obnovljene ali spremenjene v vikende. Postaja: Ravnica.

»Tako je minila pomlad. Prišel je čas košnje, najlepši čas. 
Najprej so kosili na travniku, kjer je bila najlepša trava.« 

(Ciril Kosmač, Pomladni dan)

- Idrijca izvira pod zaselkom Mrzla Rupa na Vojskarski planoti in teče po ozki dolini mimo Idrije in Spodnje Idrije naprej proti SZ. Na Mostu na Soči se izlije v Sočo. Ob reki Idrijci nadaljujemo pot in kmalu zagledamo ob vodi zeleno hišico s stopnicami, vodomerno postajo. Nato pridemo v manjši zaselek Hotešk, ki je že del Idrije pri Bači. Ravninske predele ob reki kmetje izrabljajo predvsem za gojenje koruze. Zagledamo Idrijo pri Bači. Postaja: Ob Idrijci.

»Življenje neizprosno teče svojo pot. Kakor Idrijca, je rekel in pokazal v reko. 
Tekla je po dolini, teče in bo tekla ... tudi, ko naše mame ne bo več. 
O, nikar ne misli, da se bo obrnila in začela teči nazaj proti Idriji!« 

(Ciril Kosmač, Pomladni dan)

- V središču Idrije pri Bači je nekaj strnjenih hiš ob glavni cesti, ostale pa so bolj odmaknjene. K naselju spadajo zaselki Trušna, Hotešk, Luža in Ledince. Postaja: Idrija pri Bači - vas se spreminja.

- Na koncu zaselka Luža stoji stara Batištova hiša, ki je kulturni spomenik. Hiša predstavlja idrijsko-cerkljanski tip hiše. Pripadala je enim izmed najbogatejših kmetov v Idriji pri Bači. Postaja: Hiša Pri Batištu.

»Ustavila sta se pred veliko košato dvonadstropnico z balkonom in kamnito ploščadjo.« 

(Ciril Kosmač, Prazna ptičnica) 

- Od Batištove hiše naprej so kmalu prve hiše Postaje. Naselje Trušna na desnem bregu reke je bilo zgrajeno po potresu 1976. Blizu sotočja rek Idrijce in Bače prečka Idrijco bohinjska železniška proga. Ob izteku Baške grape leži na desnem bregu Bače gručasta vas Bača pri Modreju. Tu je konec Baške grape in svet se odpre v dolino reke Idrijce. Železnica gre do postaje Most na Soči in od tam ob reki Soči do Nove Gorice ter na Kras. Čez  Idrijco pelje viadukt, na koncu viadukta pa stoji avstrijska obrambna trdnjava. Od tod pridemo po glavni cesti Čepovan-Most na Soči čez deset minut do železniške postaje Most na Soči. Postaja je majhna vas na koncu Idrijske doline in stoji le 2 km pred izlivom Idrijce v Sočo. Hiše so raztresene po levem bregu Idrijce. Postaja: Bohinjska železniška proga.

»Železnica je bila stekla po dolini, ob cesti so nastale nove hiše, 
polja so bila očiščena vseh grmov in gozdovi niso več segali v temnozelenih klinih do reke.« 

(Ciril Kosmač, Prazna ptičnica)

- Ob cesti proti Mostu na Soči in Tolminu je na nasprotni strani mostu čez Idrijco v strmem pobočju spomenik iz prve svetovne vojne. Najhitreje se pride do njega, če prečkamo tire na železniški postaji, kar pa ni varno, zato je uradni prehod čez progo predviden 300 metrov naprej od mostu. Nad steno z nišami, ki je postavljena na vrhnjem platoju spomenika, piše "MAI 1915 - OKTOBER 1917". Na podestu je v kamnu oblikovan meč z masko in snopom klasja. Pod osrednjim obokom spomenika se še delno vidi italijanski napis "VENNE IL DIO NOSTRO - OTTOBRE 1918" (PRIŠEL JE NAS DAN - OKTOBER 1918) v spomin na 24. oktober 1918, ko so v bitki pri Vittoriu Venetu premagali avstro-ogrsko vojsko. Domačini so napis po drugi svetovni vojni odstranili. Pot proti Mostu na Soči se od glavne ceste kmalu odcepi desno na ozko strmo pobočje in konglomeratno teraso. Na robu polj, kjer je nekoč peljala prometna pot iz Bače na Modrej, leži majhen zaselek Stopec, nad njim pa se dviga hrib Senica s strmimi in z gozdom poraslimi pobočji. Postaja: Spomenik iz 1. svetovne vojne.

»Na soškem bojišču je rohnela sedma ofenziva. S Krna so vso noč sikali ostri žarometi 
in pošteno rezali pobočja hribov. Pod bleščečimi ostrinami te luči, 
v temnih, razmočenih grapah in globelih, v samem črnem peklu pa je hrumela 
in se premetavala razburkana reka tisočev in tisočev oboroženih ljudi. 
In valovi te reke so pljuskali tudi k nam.« 

(Ciril Kosmač, Pomladni dan)

- Ob cesti med starimi kostanji stoji kapelica, ki ji Modrejani pravijo Pri znam'nu. Postavil jo je nekdo iz rodu Tofcev, kmetov iz Stopca, v čast in zahvalo materi božji. Po ljudskem izročilu je gospodar peljal voz desk z Melanove žage na Mostu na Soči. Na križišču se je srečal z moškim, ki je nosil pošto iz Tolmina v Cerkno. Njegov rdeči dežnik je preplašil konje, da so prevrnili voz, vendar je ostal cel, ker ga je rešila Marija pomočnica. V zahvalo ji je sezidal kapelico. V njej je podoba matere božje z detetom, pod njo pa slika, ki prikazuje ta dogodek. Na sredini je napis: "ČAŠČENA BOD' MARIJA, POMOČNICA MILA, NA TEM POLI SI NESREČO ODVRNILA!" Po poti čez polja in se pride do transformatorske postaje. Na začetku Mosta na Soči zavije pot desno navzgor proti pokopališču sv. Mavra z lepim razgledom po dolini Soče. Na levem bregu Soče leži Modrejansko polje, na desnem pa Modrejčansko, po Soči navzgor pa vidimo vasi Prapetno in Poljubin, v ozadju so tolminski hribi. Postaja: Pri znam'nu.

»Oče se je ustavil pri kapelici, ki je stala sredi starih kostanjev, 
in se ozrl po nebu. Začelo se je komaj zoriti.« 

(Ciril Kosmač, Pot v Tolmin dLib)

- Od tam vodi pot navzdol mimo spomenika Ivanu Preglju na Mostu na Soči in do rojstne hiše Saše Vuge. Tu se Kosmačeva učna pot konča.

»Posamez in v gručah so hiteli po vseh štirih dolinah, ki so se odpirale pred njimi. 
Šli so na Most, in šli so na semenj, zato so hodili molče, da so lažje računali 
in premišljevali o svojih potrebah in sanjali o svojih željah.« 

(Ciril Kosmač, Tantadruj dLib)